# La Pobla de Massaluca
La Pobla de Massaluca település Spanyolországban, Tarragona tartományban. La Pobla de Massaluca Riba-roja d'Ebre, Vilalba dels Arcs, Batea, Nonaspe és Fayón községekkel határos. Lakosainak száma 344 fő (2024).

## Népesség
A település népessége az elmúlt években az alábbi módon változott:
| Lakosok száma | 161  | 1028 | 720  | 686  | 475  | 433  | 391  | 354  | 318  | 344  |
|               | 1717 | 1900 | 1940 | 1960 | 1986 | 2005 | 2010 | 2014 | 2019 | 2024 |